# Élections cantonales de 1979 dans la Somme
Les élections cantonales ont eu lieu le 18 et le 25 mars 1979.

## Contexte départemental

### Assemblée départementale sortante
Avant les élections, le conseil général de la Somme est présidé par Max Lejeune (UDF-MDS), à la tête du département depuis 1945. Il comprend 44 conseillers généraux issus des 44 cantons de la Somme. 23 d'entre eux sont renouvelables lors de ces élections.
| Parti                              | Parti                            | Sigle | Sigle    | Élus | Élus | Groupe                  |
| ---------------------------------- | -------------------------------- | ----- | -------- | ---- | ---- | ----------------------- |
| Majorité (27 sièges)               |                                  |       |          |      |      |                         |
| Union pour la démocratie française | Mouvement démocrate-socialiste   |       | UDF-MDS  | 9    | 20   | Majorité départementale |
| Union pour la démocratie française | Centre des démocrates sociaux    |       | UDF-CDS  | 7    | 20   | Majorité départementale |
| Union pour la démocratie française | Parti radical                    |       | UDF-Rad. | 2    | 20   | Majorité départementale |
| Union pour la démocratie française | Parti républicain                |       | UDF-PR   | 2    | 20   | Majorité départementale |
| Divers droite                      | Divers droite                    |       | DVD      | 4    | 4    | Majorité départementale |
| Rassemblement pour la République   | Rassemblement pour la République |       | RPR      | 3    | 3    | Majorité départementale |
| Opposition (17 sièges)             |                                  |       |          |      |      |                         |
| Parti communiste français          | Parti communiste français        |       | PCF      | 10   | 10   | Communiste              |
| Parti socialiste                   | Parti socialiste                 |       | PS       | 7    | 7    | Socialiste              |
| Président du conseil général       |                                  |       |          |      |      |                         |
| Max Lejeune (UDF-MDS)              |                                  |       |          |      |      |                         |

## Conseil général élu
| Canton                | Conseiller sortant     | Parti | Parti    | Conseiller élu            | Parti | Parti   |
| --------------------- | ---------------------- | ----- | -------- | ------------------------- | ----- | ------- |
| Abbeville-Nord        | André Leduc            |       | UDF-MDS  | André Leduc               |       | UDF-MDS |
| Acheux-en-Amiénois    | Raymond de Wazières *  |       | UDF-Rad. | Jackie Pillon             |       | UDF-MDS |
| Ailly-le-Haut-Clocher | Alain-Louis Jacques    |       | UDF-MDS  | Alain-Louis Jacques       |       | UDF-MDS |
| Albert                | Fernand Demilly        |       | UDF-MDS  | Fernand Demilly           |       | UDF-MDS |
| Amiens-Ouest          | Maxime Gremetz ¹       |       | PCF      | Marie-Stéphanie Kaczmarek |       | PCF     |
| Amiens-Est            | Liliane Brunet         |       | PCF      | Liliane Brunet            |       | PCF     |
| Amiens-Sud-Est        | Jean-Claude Broutin    |       | UDF-CDS  | Jean-Claude Broutin       |       | UDF-CDS |
| Amiens-Sud            | Hubert Henno           |       | UDF-PR   | Hubert Henno              |       | UDF-PR  |
| Amiens-Sud-Ouest      | Gérard Moularde        |       | RPR      | Gérard Moularde           |       | RPR     |
| Ault                  | Michel Couillet        |       | PCF      | Michel Couillet           |       | PCF     |
| Combles               | Albert Flinois         |       | UDF-CDS  | Albert Flinois            |       | UDF-CDS |
| Conty                 | Claude Jeunemaître     |       | UDF-CDS  | Claude Jeunemaître        |       | UDF-CDS |
| Corbie                | Claude Lemoine         |       | PCF      | Claude Lemoine            |       | PCF     |
| Doullens              | Jacques Mossion        |       | UDF-CDS  | Jean-Philippe Lebas       |       | PS      |
| Gamaches              | Marcelle Delabie *     |       | UDF-Rad. | Jacques Pecquery          |       | PCF     |
| Molliens-Dreuil       | Gabrielle Scellier     |       | UDF-CDS  | Gabrielle Scellier        |       | UDF-CDS |
| Montdidier            | Jean-Louis Massoubre * |       | RPR      | Gérard Flamand            |       | RPR     |
| Moyenneville          | Roger Castel           |       | UDF-CDS  | Pierre Chouquais          |       | PS      |
| Nesle                 | Jacques Gronnier       |       | DVD      | Jean Blas                 |       | PS      |
| Roisel                | Jacques Vasseur        |       | UDF-PR   | Pierre Druin              |       | PCF     |
| Roye                  | Jacques Fleury         |       | PS       | Jacques Fleury            |       | PS      |
| Rue                   | Gabriel Deray          |       | UDF-MDS  | Gabriel Deray             |       | UDF-MDS |
| Villers-Bocage        | Pierre Claisse         |       | UDF-CDS  | Pierre Claisse            |       | UDF-CDS |

*Conseillers généraux sortants ne se représentant pas
¹ Siège vacant depuis le 30 septembre 1978 à la suite de la démission de Maxime Gremetz, élu député.

### Élus
| Partis       | Partis                             | Conseillers sortants | Conseillers élus | Évolution     |
| ------------ | ---------------------------------- | -------------------- | ---------------- | ------------- |
|              | Union pour la démocratie française | 15                   | 11               | 4             |
|              | Rassemblement pour la République   | 2                    | 2                | en stagnation |
|              | Divers droite                      | 1                    | /                | 1             |
| Total Droite | Total Droite                       | 18                   | 13               | 5             |
|              | Parti communiste français          | 4                    | 6                | 2             |
|              | Parti socialiste                   | 1                    | 4                | 3             |
| Total Gauche | Total Gauche                       | 5                    | 10               | 5             |

### Groupes politiques
| Parti                              | Parti                            | Sigle | Sigle   | Élus | Élus | Groupe                  |
| ---------------------------------- | -------------------------------- | ----- | ------- | ---- | ---- | ----------------------- |
| Droite (22 sièges)                 |                                  |       |         |      |      |                         |
| Union pour la démocratie française | Mouvement démocrate-socialiste   |       | UDF-MDS | 10   | 16   | Majorité départementale |
| Union pour la démocratie française | Centre des démocrates sociaux    |       | UDF-CDS | 5    | 16   | Majorité départementale |
| Union pour la démocratie française | Parti républicain                |       | UDF-PR  | 1    | 16   | Majorité départementale |
| Rassemblement pour la République   | Rassemblement pour la République |       | RPR     | 3    | 3    | Majorité départementale |
| Divers droite                      | Divers droite                    |       | DVD     | 3    | 3    | Majorité départementale |
| Gauche (22 sièges)                 |                                  |       |         |      |      |                         |
| Parti communiste français          | Parti communiste français        |       | PCF     | 12   | 12   | Communiste              |
| Parti socialiste                   | Parti socialiste                 |       | PS      | 10   | 10   | Socialiste              |
| Président du conseil général       |                                  |       |         |      |      |                         |
| Max Lejeune (UDF-MDS)              |                                  |       |         |      |      |                         |